# Encolpius
Genre
Encolpius est un genre d'araignées aranéomorphes de la famille des Salticidae.

## Distribution
Les espèces de ce genre se rencontrent en Argentine, au Brésil et au Venezuela.

## Liste des espèces
Selon World Spider Catalog (version 18.0, 01/04/2017) :
- Encolpius albobarbatus Simon, 1900
- Encolpius fimbriatus Crane, 1943
- Encolpius guaraniticus Galiano, 1968

## Publication originale
- Simon, 1900 : Études arachnologiques. 30e Mémoire. XLVII. Descriptions d'espèces nouvelles de la famille des Attidae. Annales de la Société Entomologique de France, vol. 69, p. 27-61 (texte intégral).